# Eucarazzia caucasica
Eucarazzia caucasica är en insektsart. Eucarazzia caucasica ingår i släktet Eucarazzia och familjen långrörsbladlöss. Inga underarter finns listade i Catalogue of Life.